# Stavtjärndammen
Stavtjärndammen är en sjö i Hofors kommun i Gästrikland och ingår i Gavleåns huvudavrinningsområde. Sjön har en area på 0,116 kvadratkilometer och ligger 176,2 meter över havet. Sjön avvattnas av vattendraget Stavtjärnbäcken.

## Delavrinningsområde
Stavtjärndammen ingår i det delavrinningsområde (670948-152894) som SMHI kallar för Mynnar i Stor-Gösken. Medelhöjden är 178 meter över havet och ytan är 6,81 kvadratkilometer. Det finns ett avrinningsområde uppströms, och räknas det in blir den ackumulerade arean 7,64 kvadratkilometer. Stavtjärnbäcken som avvattnar avrinningsområdet har biflödesordning 3, vilket innebär att vattnet flödar genom totalt 3 vattendrag innan det når havet efter 74 kilometer. Avrinningsområdet består mestadels av skog (91 procent). Avrinningsområdet har 0,12 kvadratkilometer vattenytor vilket ger det en sjöprocent på 1,7 procent.